# 오쿠노 료스케
오쿠노 료스케(일본어: 奥野 僚右, 1968년 11월 13일 ~ )는 일본의 전 축구 선수이다.

## 구단 경력
1993년 J1리그의 가시마 앤틀러스에 입단하였다. 1996년과 1998년 2번의 J1리그 우승을 차지하였다. 2000년 가와사키 프론탈레로 이적했다. 2001년 산프레체 히로시마로 이적했다. 2002년부터 2003년까지 더스파 구사쓰에서 뛰었다. 2003년후 현역 은퇴.

## 지도자 경력
2002년부터 2003년까지 더스파 구사쓰에서 감독을 맡았다. 2004년부터 2011년까지 가시마 앤틀러스의 감독을 맡으며 2012년부터 2013년까지 몬테디오 야마가타에서 감독을 맡았다.